# Приисковое

Приисковый в сентябре

Прииско́вое — село в Орджоникидзевском районе Хакасии. С 1940 по 2001 год имело статус посёлка городского типа.

## География
Село расположено в отрогах Кузнецкого Алатау на высоте 1,5—1,6 км над уровнем моря. Находится в 100 км к юго-западу от административного центра района — посёлка Копьёво и железнодорожной станции, недалеко от границы Хакасии с Кемеровской областью. В 7 км к юго-западу от посёлка расположен исток реки Избасс.
Приисковое известно не только золотодобычей и горными пейзажами, но и обильными снегопадами. Регулярное и мощное снежное покрытие, сохраняющееся с ноября по май, а также горные дороги, построенные в прошлом, создают благоприятные условия для занятий фрирайдом с начала октября. Проводятся программы кэтскиинга — подъёмы в горы с помощью сноукэтов (ратрак с пассажирской кабиной), в 2022 году запущен первый бугельный подъемник.

## История
Посёлок Андреевский основан в 1834 году в связи с открытием месторождений золота. В 1911 году заброшенный и истощённый рудник приобрело Российское золотопромышленное общество. В 1921—1922 он был базой для отряда И.Соловьёва. В советский период Саралинский рудник (посёлок Приисковый) получил наивысшее развитие. Указом Президиума ВС РСФСР от 16.04.1940 Андреевский отнесен к разряду рабочих посёлков с присвоением названия Приисковый. В 1996 рудник прекратил своё существование, а в 2008 посёлок был преобразован в село. Сейчас Приисковое развивается как круглогодичное туристическое место.

## Население
| 1959 | 1970  | 1979  | 1989  | 2002 | 2010 | 2012 |
| ---- | ----- | ----- | ----- | ---- | ---- | ---- |
| 3099 | ↘1851 | ↘1632 | ↘1572 | ↘690 | ↘470 | ↗473 |
| 2013 | 2014  | 2015  |       |      |      |      |
| ↘452 | ↘428  | ↘421  |       |      |      |      |

Численность жителей на ноябрь 2007 г. — 643 человека.

## Инфраструктура
В селе имеются школа, амбулатория, метеостанция, несколько магазинов; ходит автобус до Копьёво в среду и в понедельник.

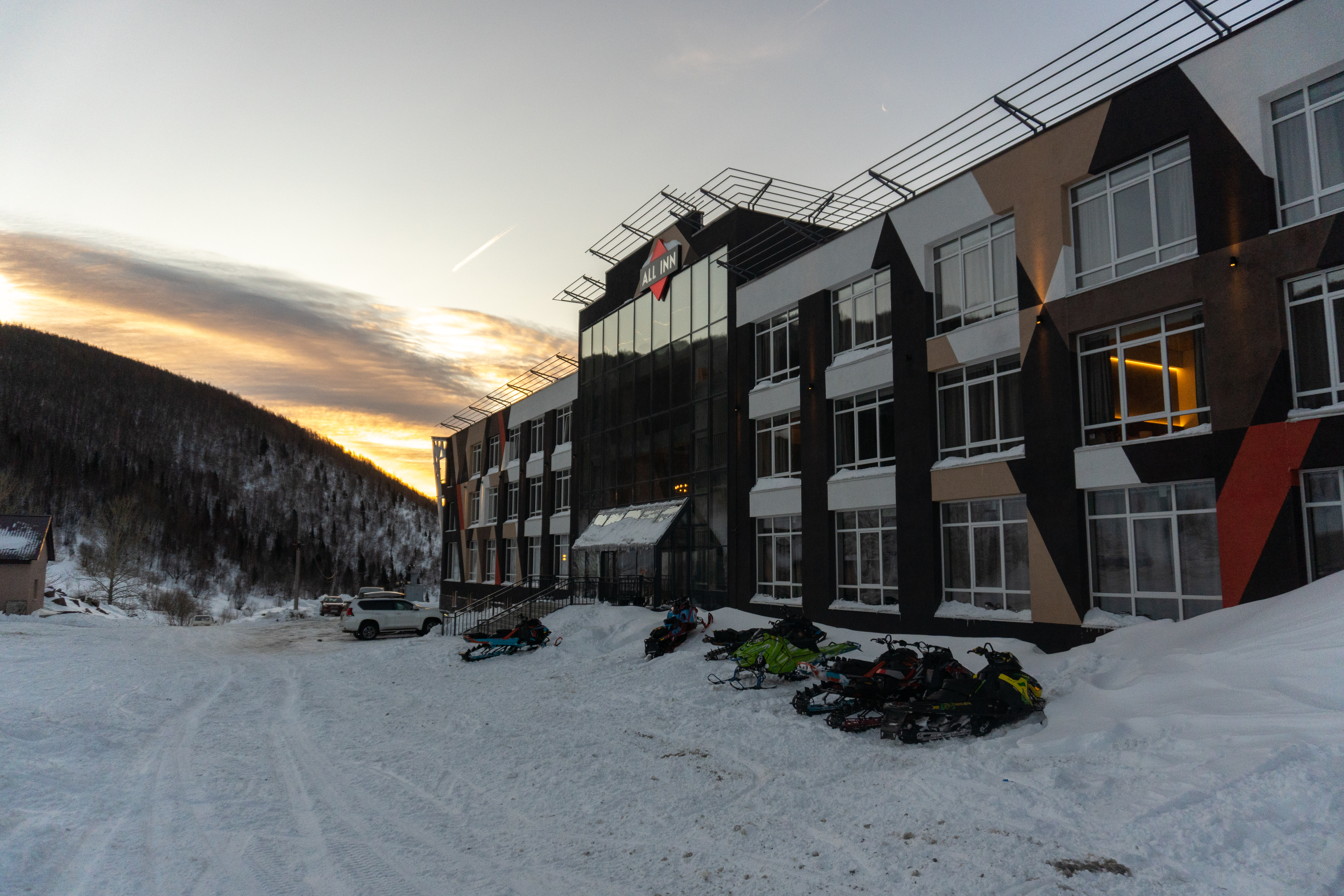
https://allinn-pri.ru/

В январе 2010 года в селе появилась сотовая связь. На сегодняшний день, в поселке работает связь всех сотовых операторов, кроме Beeline, а также проведен скоростной интернет. В Приисковом на 2023 год функционирует 11 гостиниц, 4 ресторана и многочисленные кафе.  Почти вся туристическая инфраструктура работает в зимний период с ноября по март. Круглосуточно работает Таежная резиденция Ажур Приисковый - 3 звезды с 2017 года В 2022 году на горе "Семейная" установлен бугельный подъемник, длинна подъема 900м, перепад высот 300м - принадлежит Таежной резиденции Ажур Приисковый. Летом главными, но не единственными достопримечательностью являются Ивановские озёра и ледник "Малыш".  

## Улицы
- Заводская улица
- Зелёная улица
- Советская улица
- Центральная улица